# Григоренко Володимир Борисович
Володимир Борисович Григоренко (нар. 24 липня 1951 року, м. Дружківка, тепер — Донецька область) — український політичний діяч, член політичної партії «Опозиційна платформа — За життя», колишній голова Дружківської міської територіальної громади Краматорського району Донецької області (2020—2022).
Внесений до бази центру «Миротворець» як особа, що сприяла організації сепаратистського псевдореферендуму на Донеччині 2014 року.

## Із життєпису

### Освіта
Здобув дві вищі освіти: у 1984 році закінчив Український заочний політехнічний інститут за фахом інженер-технолог, у 1998 році — Донецький державний університет, фінанси та кредит, економіст.

### Трудова діяльність
З липня 1969 року до 1975 року працював слюсарем та майстром на Дружківському заводі металевих виробів, у 1975—2002 роках — голова профспілки та заступник директора із соціальних питань того ж підприємства. З 2002 року займав посади в органах місцевого самоврядування: секретар Дружківської міської ради та заступник Дружківського міського голови. У 2015 році вийшов на пенсію.

### Політична діяльність
На місцевих виборах 25 жовтня 2015 року обраний депутатом Дружківської міської ради, входив до фракції партії Опозиційний блок. З 2019 року виконував обов'язки міського голови.
Член політичної партії «Опозиційна платформа — За життя». 25 жовтня 2020 року, на чергових місцевих виборах, обраний головою новоствореної Дружківської міської територіальної громади.

## Статки
Володимир Григоренко володіє земельною ділянкою в с. Рубці та автомобілем «Chevrolet LACETTI», у власності дружини, Наталії Григоренко, що працює в Центрі обліку бездомних осіб, — земельна ділянка з житловим будинком в Дружківці. У спільній власності перебувають ще один будинок та земельна ділянка — також у Дружківці.